# Politique en Égypte
 (juin 2022).
Si vous disposez d'ouvrages ou d'articles de référence ou si vous connaissez des sites web de qualité traitant du thème abordé ici, merci de compléter l'article en donnant les références utiles à sa vérifiabilité et en les liant à la section « Notes et références ».
La république arabe d'Égypte est une république instaurée à la suite du coup d'État mené en 1952 par des officiers qui renversent le roi Farouk et mettent fin au règne de la dynastie de Méhémet Ali au pouvoir depuis 1805. Depuis lors, le pouvoir exécutif est détenu par le président de la République. En soixante-dix ans de régime républicain, alors qu'Abdel Fattah al-Sissi entame son troisième mandat, seuls six chefs d’État se sont succédé à la tête du pays. Ces dirigeants sont tous, à l'exception de Mohamed Morsi (2012-2013) issus des rangs de l’armée égyptienne.

## Histoire
Le premier président du pays est le général Mohammed Naguib, militaire ayant participé au coup d'État de 1952, qui arrive au pouvoir en 1953. Gamal Abdel Nasser, lui aussi participant au coup d'État, pousse Naguib à la démission de la présidence en 1954 à la suite de divergences politiques entre les deux hommes, et lui succède. Nasser est élu président en 1956.
Entre 1981 et 2011, Hosni Moubarak occupe le poste de président de la République, réélu lors de référendums tous les six ans. En 2005, l'élection pour la présidence était pour la première fois ouverte à d’autres candidats. Le pouvoir législatif appartient à la Chambre des représentants (membres élus pour une durée de cinq ans par suffrage universel). Enfin une assemblée consultative, appelée la Choura, est consultée par le président de la République et l'Assemblée du Peuple sur les décisions politiques. Cette assemblée est composée de 264 membres dont deux tiers sont élus et un tiers nommé par le président de la République.
Une vague de protestations populaires entraîne le départ du président Hosni Moubarak en février 2011.
En juin 2012, Mohamed Morsi remporte l'élection présidentielle et devient ainsi le premier président du pays élu au suffrage universel dans une élection libre.
Un an après son arrivée au pouvoir, le président Morsi est massivement contesté par l'opposition qui regroupe diverses factions entre laïcs de gauche, anciens partisans du régime de Moubarak et différents groupes révolutionnaires, dont Tamarod (en) (Rébellion). Une grande partie de la population reproche au nouveau président une dérive dictatoriale et une politique menée dans le seul intérêt de son organisation, les Frères musulmans. Après des rassemblements massifs dans tout le pays, l'armée, dirigée par le général al-Sissi, lance un dernier ultimatum le 1er juillet 2013. Celui-ci est rejeté le lendemain par Mohamed Morsi qui défend sa légitimité en soulignant qu'il a été élu démocratiquement, avec 52 % des voix. Cependant, selon des observateurs, l'ultimatum est lancé dès le mois d'avril 2013, par la coalition des opposants, alors que la situation économique était au plus mal.
Il est remplacé par le président de la Haute Cour constitutionnelle, Adli Mansour, qui prête serment comme président par intérim,.
Le 4 juillet 2013, on apprend que Mohamed Morsi est détenu par l'armée et que des mandats d'arrêt sont émis à l'encontre des dirigeants des Frères musulmans. Le 5 juillet 2013, le Parlement est dissous. Le 26 juillet 2013, l'armée déclare que Mohamed Morsi est en prison dans l'attente de son procès pour collusion avec le mouvement palestinien du Hamas.
Un référendum constitutionnel a lieu en janvier 2014.
L'organisation d'élections législatives se déroule entre février et mars 2014, de même que l'élection présidentielle au début de l'été de la même année, le pouvoir intérimaire exerçant ses prérogatives jusque-là. À la fin de 2013, le nouveau pouvoir militaire est à son tour la cible de contestations, notamment à cause de la répression de manifestations et de l'arrestation d'activistes démocrates.

## Gouvernement égyptien
- Président de la République : Abdel Fattah al-Sissi (depuis le 8 juin 2014)
- Premier ministre : Moustafa Madbouli (depuis le 7 juin 2018).

## Principaux partis politiques
Les principaux partis politiques en 2013 sont :
1. Les Frères musulmans
2. Alliance pour l'Égypte (bloc islamique)
3. Parti Al Nour (extrême droite salafiste)
4. Parti Al-Wasat
5. Parti de la Constitution (Mohamed el-Baradei)
6. Parti de l'alliance démocratique pour l’Égypte
7. Parti de la paix démocratique
8. Parti des citoyens égyptiens
9. Parti de la liberté
10. Parti national (Hazem Abu Ismail)
11. Parti national de l’Égypte
12. Parti du nouveau
13. Parti du peuple
14. Parti du courant populaire (Hamdin Sabahi)
15. Parti de la réforme et du développement
16. Parti : la révolution continuelle
17. Parti d'une Égypte forte (Abdel Aboul Fotouh)
18. Alliance de la révolution continue
19. Front de salut national (FSN), créé en novembre 2012
20. Tamarod (en) soutenu par les forces politiques Shayfeencom, mouvement Kefaya, Front de Salut national constitué fin 2012 et mouvement révolutionnaire de la jeunesse du 6 avril.